# ニュース6:15あきた
『ニュース6:15あきた』（ニュースろくいちごあきた）は、1975年4月1日から1978年3月31日まで秋田テレビで放送された県内初の夕方のローカルワイドニュース番組。

## 放送時間
- 1975年4月1日 - 1978年3月31日 月曜日 - 金曜日18:15 - 18:25

天気予報は18:25から「お天気ダイアリー」という別枠で放送。